# 吉田昌美
吉田 昌美（よしだ まさみ、1965年11月16日 - ）は、日本の女優。東京都出身。身長157cm、体重60kg。血液型はO型。慶応女子高校、慶應義塾大学国文科卒。文学座研究生26期生。夢工房所属。
趣味はシャンソン、フラメンコ、能、ガーデニング。特技は水泳、ジャズダンス、珠算。

## 出演

### 映画
- セブンス アニバーサリー（2001年） - 井戸端会議の主婦 役
- ムーンライト・ジェリーフィッシュ（2004年） - 介護士 役
- イヌゴエ幸せの肉球（2006年）-主婦役
- 兎のダンス（2007年） - 伯母 役
- ぐるりのこと。（2008年） - 母親 役
- 酔いがさめたら、うちに帰ろう。（2010年） - 患者 役
- だれかの木琴（2016年） - アパートの住民 役

### テレビドラマ
- 金曜エンタテイメント（フジテレビ）
  - 人に言えない裏人生 江利チエミ物語（2001年） - 江利チエミ※主演、デビュー作[1]
  - サラリーマン刑事4（2004年） - 塾の講師 役
  - 熱血シングル・ファザー〜新聞記者・新庄圭吾の事件ファイル〜（2004年） - 立会人
- スタアの恋 第3話「ホテルで二人きり」（2001年、フジテレビ）
- ママまっしぐら2 第11話（2001年、TBS)-ブティック客 役
- 忍風戦隊ハリケンジャー 第14話「泣き虫とあめ玉」（2002年、テレビ朝日） - 訪問販売員 役
- 恋愛偏差値 第3章「彼女の嫌いな彼女」（2002年、フジテレビ） - 柴野真弓 役 ※レギュラー
- 美女か野獣 第3話「二人きりの夜」（2003年、フジテレビ） - 辰巳定子 役
- 僕の生きる道 第7話「間違われた婚約者」（2003年、フジテレビ） - 合コンの女 役
- 仮面ライダー555 第29話「超絶バイク」（2003年、テレビ朝日） - おばさん 役
- 異議あり!女弁護士大岡法江 第7話「母子の秘密涙の点と線」（2004年、テレビ朝日）
- あいくるしい 第1話「はじめて流した涙」（2005年、TBS）
- ウルトラマンマックス 第11話「バラージの預言」（2005年、CBC） - 母親 役
- 金曜ナイトドラマ（テレビ朝日）
  - てるてるあした 第2話「照代、時をかける」（2006年） - 育児サークル会長 役
  - 未来講師めぐる 第3話「美少女・禁断の愛」（2008年） - セツ子 役
- 銭華 〜銀座ホステス株バトル〜（2006年、日本テレビ）
- 家族〜妻の不在・夫の存在〜 第5話「父と子…別れの朝!! 離婚夫婦の涙」（2006年、ABC） - 主婦 役
- ザ・決断スペシャル 命の報道ドラマ（2007年、テレビ東京） - 検察事務官 役
- 月曜ゴールデン（TBS）
  - 刑事シュート しゅうと&ムコの事件日誌1（2008年） - 町田尚子 役
  - 縁側刑事・弐（2015年） - 主婦 役
- A型オンナが結婚する方法（2009年、フジテレビ） - 眼鏡店店員 役
- 怨み屋本舗 REBOOT（2009年、テレビ東京） - 保険外交員 役
- ヤマトナデシコ七変化 第6話「涙の告白! 裸の誓い」（2010年、TBS） - 女中頭 役
- 相棒 Season 9 第8話「ボーダーライン」（2010年、テレビ朝日） - アパート管理人 役
- 絶対零度〜特殊犯罪潜入捜査〜 Seasom 2 第5話「無の殺意」（2011年、テレビ朝日）
- ラストマネー -愛の値段- 第1話「最期のプレゼント」（2011年、NHK）
- 刑事のまなざし 第5話「黒い履歴」（2013年、TBS） - 児童福祉士 役
- 被爆70年 復興を支えた市民たち 第1回 鯉昇れ、焦土の空へ あなたは広島カープを知っていますか?（2014年、NHK広島放送局）
- 徒歩7分（2015年、NHK BSプレミアム、向田邦子賞）- 野次馬 役
- 連続ドラマW / 楽園（2017年、WOWOW） - 近所の主婦 役
- ソースさんの恋 第2話「僕が助けます」（2017年、NHK BSプレミアム） - 美大教授 役
- 赤ひげ2（2019年、NHK BSプレミアム）-患者 役
- 捜査一課長SEASON 第5話 (2022年、テレビ朝日）-着物展示会スタッフ 役
- 刑事7人 SEASON9 第3話（2023年、テレビ朝日） - 主婦 役

### CM
- カラオケの鉄人

- カゴメラブレ「腸の曲がり角」篇
- 資生堂ワタシプラス
- auピタッとプラン「女子会」篇
- ジェイフロンティア ホワイピュア
- 楽天母の日
- SOMPOひまわり健康のお守り ムービーCM
- 大塚製薬アプリ
- ヒルトンホテル「とまるところで、旅は変わる。予定でいっぱいの休暇」篇

### テレビ番組 再現ドラマ
- 生命スペシャル 人間とは何だ！第5回　（TBS)-農民 役

- 心ゆさぶれ!先輩ROCK YOU（日本テレビ）パンダ獣医篇 - 増井光子 役
- 心ゆさぶれ!先輩ROCK YOU（日本テレビ）文庫本篇
- 心ゆさぶれ!先輩ROCK YOU（日本テレビ）子供服篇
- 心ゆさぶれ!先輩ROCK YOU（日本テレビ）甲冑篇
- たったひとりの反乱  医療過誤と戦った8年（NHK） - 教師 役
- わたしが子どもだったころ 医師 鎌田實編（NHK） - 看護婦 役
- ２4時間テレビ「虹色のチョーク」（日本テレビ）-工場作業員 役
- THE突破ファイル（日本テレビ）（レスキュー、蛍、葬儀空き巣、火災消火、他）
- 一番だけが知っている「バイオリンを弾けなくなたミュージシャン奇跡の手術」（TBS)
- 名曲二度聴きシアター（テレ東）山口百恵篇-芸能事務所事務員 役
- ○○夫婦にきいてみた（テレ東）衝撃35歳差夫婦なれおめ-妻 役
- 笑われる日本人（テレ東）宮中晩餐会に招かれた夫婦-妻 役
- 0.1％の奇跡！逆転無罪ミステリー（テレ東）子供虐待-児童相談所職員 役

### Vシネマ
- 必殺!バトルロード 妖剣女刺客2（2006年） - 母 役
- 日本統一51（2022年）-議員役

### 舞台
- 楡の木陰の欲望（ｵﾆｰ作／ﾛﾊﾞｰﾄ･ｱﾗﾝ･ｱｯｶｰﾏﾝ演出2004年） シアター1010開館記念公演
- 三人姉妹 tpt （ﾁｪｰﾎﾌ作／ﾛﾊﾞｰﾄ･ｱﾗﾝ･ｱｯｶｰﾏﾝ演出2004年）-アンフィーサ 役　ベニサンピット

- 1945（青木豪作／ﾛﾊﾞｰﾄ･ｱﾗﾝ･ｱｯｶｰﾏﾝ作演出2008年）-闇鍋客の女 役　世田谷パブリックシアター
- ぶるー・ブルー・バースディ（2007年）-斉藤良子 役　東京芸術劇場小ホール2
- レッドスネイク、カモン！青春版（2019年）-猪狩タキ 役　築地ブティストホール
- 音楽劇赤毛のアン（2020年）-リンド夫人 役　東京ウィメンズプラザホール
- 環境ミュージカル Our Blue Planet　（2020年）オリンピック記念青少年小ホール
- ミュージカルキャンディーに手を出すな!（1985年）-主演　高円寺会館
- DANCE TO ADVANCE!　（2001年）さいたま芸術劇場、さいたまスーパーアリーナ
- 光の国のアリスたち（1988年）　パルテノン多摩小劇場フェスティル第二位
- IKKOトーク歌唱ライヴ第一部（2016年）　ひとり語り構成演出　JZ Brat
- 詩音花プロデュース主宰（2014～）構成演出出演